# Ulf Schirmer
Ulf Schirmer (n. 1959, Bassum, Republica Federală Germania, Germania) este un dirijor german.
Schirmer a studiat la Conservatorul din Brema și la Musikhochschule Hamburg cu György Ligeti, Christoph von Dohnányi și Horst Stein. Ca asisten al dirijorului Lorin Maazel și ca dirijor la Wiener Staatsoper a condus mai multe premiere. Din 1988 până în 1991 a fost director muzical general (Generalmusikdirektor) la Wiesbaden și director artistic al orchestrei simfonice  de pe lângă teatrul de stat din Hessa (Hessisches Staatstheater). În perioada 1995-98 a fost dirijor șef la Orchestra Simfonică de Radio Daneză. Ulf Schirmer a fost invitat la pupitrul mai multori orchestre renumite. A dirijat la Opera din Graz, la Opera din Paris (Bastille), la Teatro alla Scala din Milano, la Deutsche Oper Berlin și la opera din Leipzig. A participat la Festivalul de la Bregenz și la Festvalul de la Salzburg.
Ca dirijor de operă Ulf Schirmer a condus mai ales opere ale compozitorilori Richard Strauss și Richard Wagner. Pe lângă piese din repertoriul clasic în care predomină mai ales Beethoven, Bruckner și Richard Strauss s-a ocupat și de muzică contemporană.
Din 2006 Schirmer este dirijor șef la Münchner Rundfunkorchester (Orchestra de Radio München), a doua orchestră a Radiodifuziunii Bavareze (prima fiind orchestra simfonică). Din 2009 este în plus și director muzical general la Opera din Leipzig.